# ピア・シュナイダー
ピア・シュナイダー（Peer Schneider、1971年4月9日 - ）は、Ziff Davisの子会社・IGN Entertainment社の設立者の一人で、2024年現在は、Chief Content Officer 並びに Chief Development Officer である。以前は同社傘下のウェブサイトIGN、ゲームスパイ、Team Xboxのコンテンツを管掌していた。
ピアはNINTENDO 64に特化したウェブサイトn64.comを運営し、後にそれがIGNの一部となった。その前に、任天堂ファンサイト、Nintendojoを設立したことでも知られている。
ドイツ・ケルン出身で、父親の仕事の関係で日本に住み、上智大学を卒業し、アメリカに移り住み、カリフォルニア大学バークレー校の大学院でジャーナリズム課程を取った。
既婚で、3児の父である。

## 外人4コマ
彼はインターネット・ミーム「外人4コマ」の元ネタである。「外人4コマ」とは、4つの写真を組み合わせて4コマ漫画風にしたもので、2つの対比する物と、それぞれに対する反応として、4人の白人の失望状態と興奮状態の写真を組み合わせて作るのが基本であり、それから派生した様々な画像が使われることがある。
2003年のElectronic Entertainment Expoの時に宮本茂の発表した物が大きなサプライズの無いものであり、それに対する反応が失望状態の画像で、2004年のE3の時に宮本が発表したゼルダの伝説シリーズの新作を発表前にほのめかすために用意したのが、興奮状態の画像である。
これらの画像が、2ちゃんねるのハード・業界板や関連する実況板、そしてガイドライン板に張られた結果、2ちゃんねるやふたば☆ちゃんねる等でコラージュ画像が大量に作られ、4chan等を経由して英語圏にも広まった。英語圏では、Gaijin 4KomaやReaction Guys（複数形のsがつく）と言う名で知られている。
Tシャツ等も作られており、ゲームコミュニティでの知名度から、『BLAZBLUE』の達成アイコンなど、いくつかのゲームやアニメで小ネタに使われている。
2009年12月の『ザ☆ネットスター!』で、この件に関する取材が放映された。